# Peter Fox
Peter Fox (ur. jako Pierre Baigorry 3 września 1971 w Berlinie) – niemiecki muzyk reggae i hip hopowy, członek zespołu Seeed. Rozpoczął karierę solową albumem Stadtaffe (niem. Miejska małpa) z 2008 roku.

## Życiorys
Peter Fox przyszedł na świat w 1971 roku jako syn francuskiej Baskijki. W dzieciństwie zaczął grać m.in. na flecie i fortepianie. W szkole otrzymał pseudonim "Fox" z racji tego, iż miał rude włosy. Uczęszczał do gimnazjum francuskiego w Berlinie, ukończył szkołę średnią.
Pod koniec 2001 roku muzyk doznał porażenia nerwu twarzowego spowodowanego infekcją wirusową, która nie została wyleczona w czasie, dlatego w efekcie ma postać niewielkiego paraliżu prawej strony twarzy.
Od 1998 roku Peter Fox jest jednym z głównych wokalistów grupy Seeed. Ponadto pracował w latach 2007 i 2008 nad solowym albumem, który wydał w 2008 roku pod tytułem "Stadtaffe".
Oprócz swojej pracy w Seeed występował też kilka raz gościnne z innymi artystami, na przykład w piosence "Marry Me" Miss Platnum i "Rodeo" z Sido.
Dzisiaj Peter Fox wraz z rodziną mieszka w dzielnicy Kreuzberg w Berlinie, która często byłą inspiracją do jego tekstów.

## Dyskografia

### Albumy
| Rok  | Tytuł                                    | Pozycje w rankingach | Pozycje w rankingach | Pozycje w rankingach | Sprzedaż |
| Rok  | Tytuł                                    | Niemcy               | Austria              | Szwajcaria           | Sprzedaż |
| ---- | ---------------------------------------- | -------------------- | -------------------- | -------------------- | --- |
| 2008 | Stadtaffe                                | 1                    | 1                    | 4                    | 3 x złota płyta / 1x platynowa płyta / 2x Platynowa płyta w Niemczech 1x Złota płyta / 1x Platynowa płyta w Austrii |
| 2009 | Peter Fox & Cold Steel – Live aus Berlin | 2                    | 1                    | 48                   | Premiera 27 listopada                                                                                               |

### Single
| Rok  | Tytuł                                       | Pozycje w rankingach | Pozycje w rankingach | Pozycje w rankingach | Pozycje w rankingach | Album     |
| Rok  | Tytuł                                       | Niemcy               | Austria              | Szwajcaria           | Europa               | Album     |
| ---- | ------------------------------------------- | -------------------- | -------------------- | -------------------- | -------------------- | --------- |
| 2007 | Come Marry Me (Miss Platnum feat Peter Fox) | 90                   | -                    | -                    | -                    | brak      |
| 2008 | Alles Neu                                   | 4                    | 11                   | 49                   | 16                   | Stadtaffe |
| 2008 | Haus am See                                 | 8                    | 7                    | 16                   | 21                   | Stadtaffe |
| 2009 | Schwarz zu Blau                             | 3                    | 17                   | 36                   | 18                   | Stadtaffe |

## Nagrody

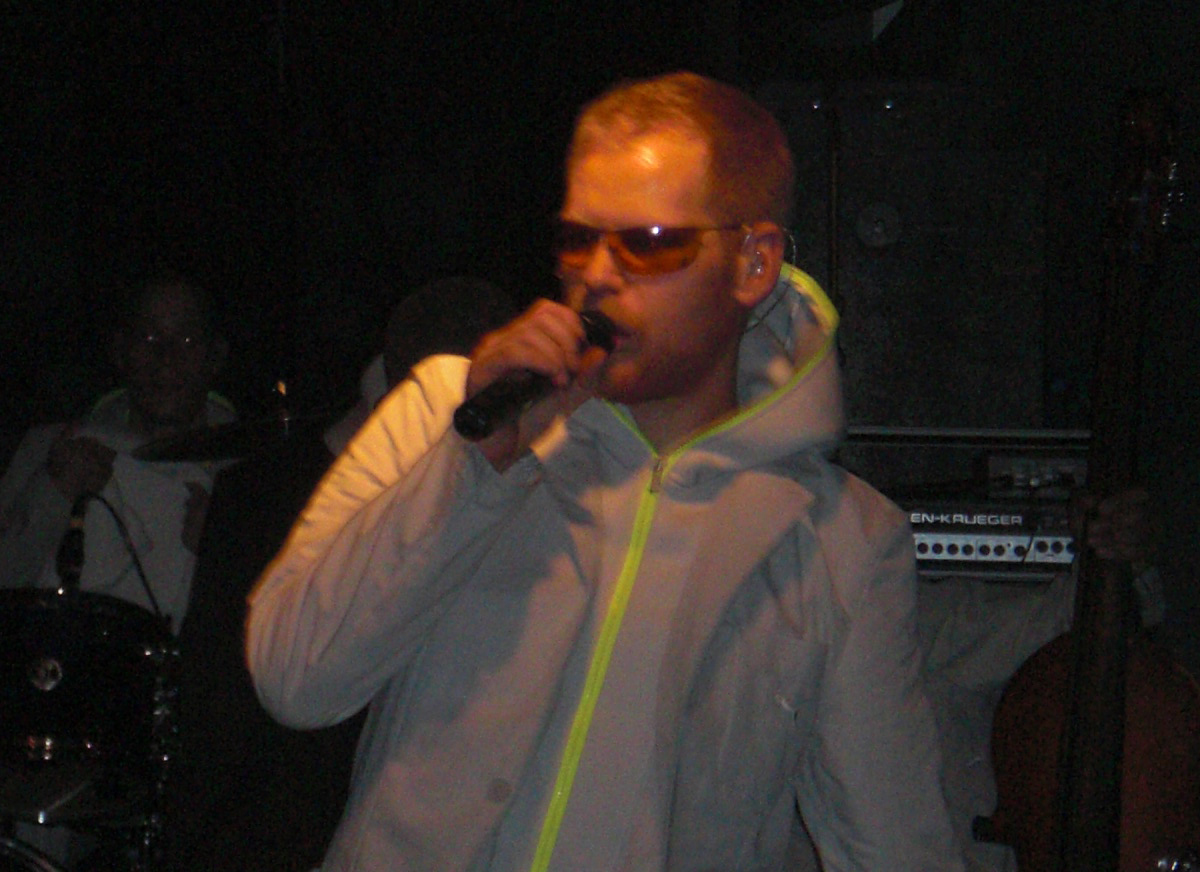
Peter Fox w sierpniu 2008

- 1Live Krone
  - 2008: "Bestes Album" (Stadtaffe)
  - 2009: "Bester Liveact"

- Echo
  - 2009: "Hip-Hop/Urban"
  - 2009: "Kritikerpreis"
  - 2009: "Produzent des Jahres"
  - 2010: "Album des Jahres"

- VIVA Comet
  - 2009: "Bestes Video" (Alles Neu)
  - 2009: "Star der Stars"